# Kopeïsk
Kopeïsk (en russe : Копейск) est une ville minière de l'oblast de Tcheliabinsk, en Russie. Sa population s'élevait à 147 806 habitants en 2021.

## Géographie
Kopeïsk se trouve à 15 km à l'est de Tcheliabinsk.

## Histoire
En 1907, un groupe de mineurs commence à exploiter un gisement de charbon à Tcheliabinskikh, près du village de Tougaïkoul. La localité accède au statut de commune urbaine en 1928 puis à celui de ville le 20 juin 1933. Plusieurs grandes mines de charbon sont mises en exploitation durant le Premier Plan quinquennal (1928-1932).

## Population
L'augmentation de la population entre 2002 et 2010 s'explique par l'annexion de plusieurs villes environnantes.
Recensements (*) ou estimations de la population
| 1926* | 1939*  | 1959*   | 1970*   | 1979*   |
| ----- | ------ | ------- | ------- | ------- |
| 8 813 | 60 153 | 160 713 | 155 799 | 145 905 |

| 1989*  | 2002*  | 2010*   | 2012    | 2013    |
| ------ | ------ | ------- | ------- | ------- |
| 79 048 | 73 342 | 137 601 | 138 435 | 139 875 |

| 2016    | 2019    | 2021    | - | - |
| ------- | ------- | ------- | - | - |
| 146 146 | 148 232 | 147 806 | - | - |

Composition ethnique en 2010: Russes (86,8%), Tatars (5,7%), Allemands (3%), Bachkirs (1,6%)

## Photographies

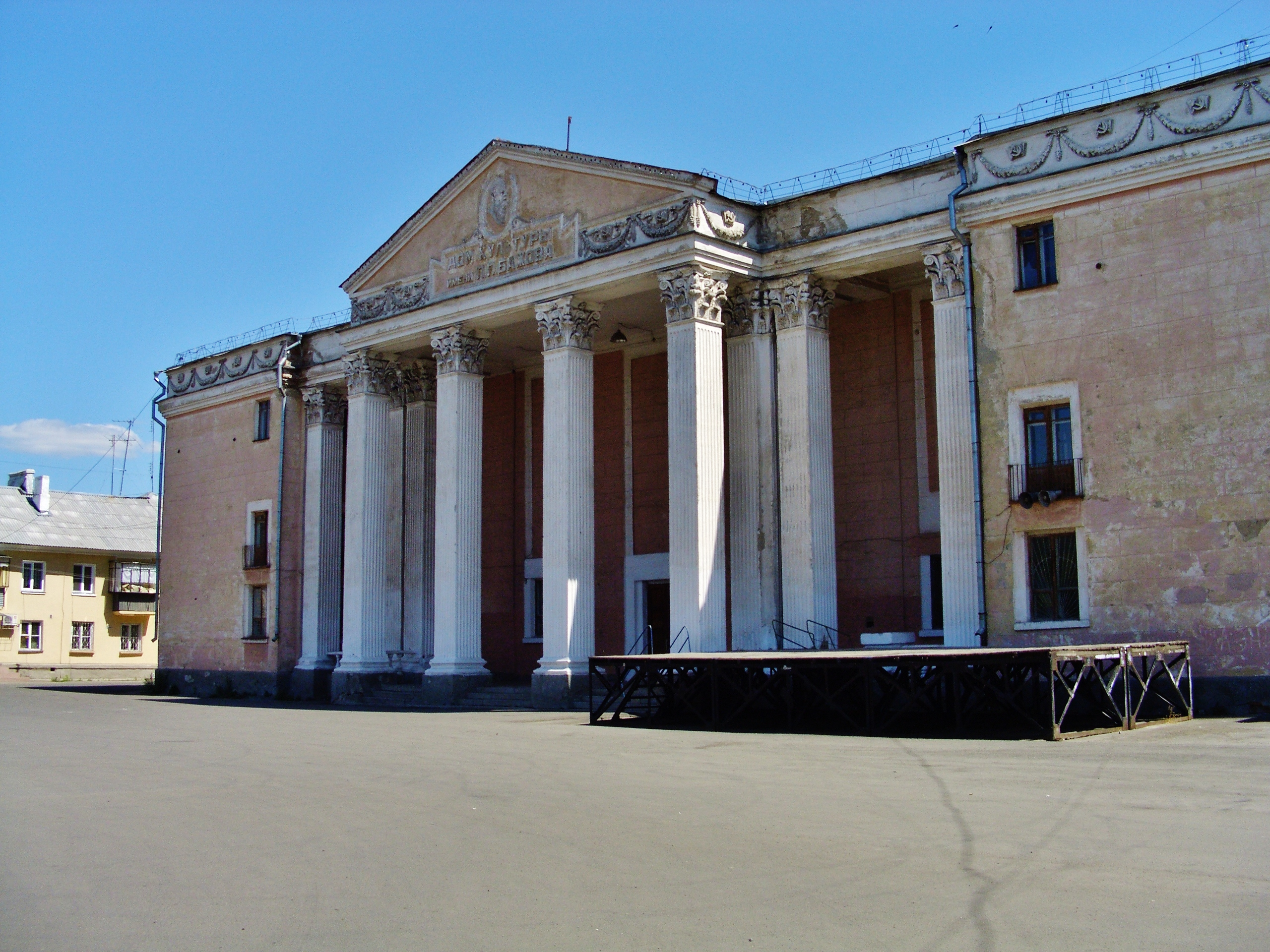
Maison de la culture Bajov.
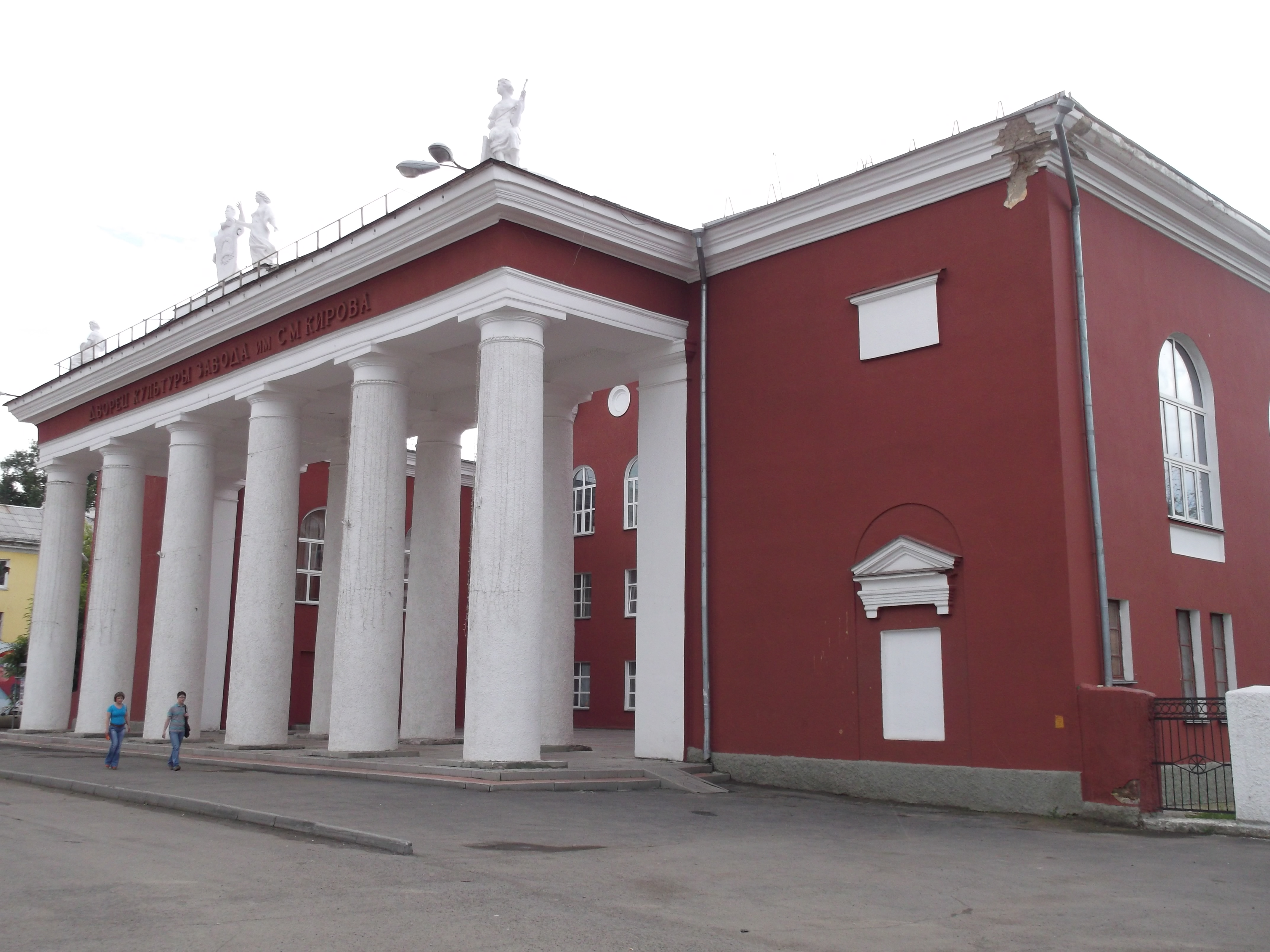
Maison de la culture de l'usine Kirov.
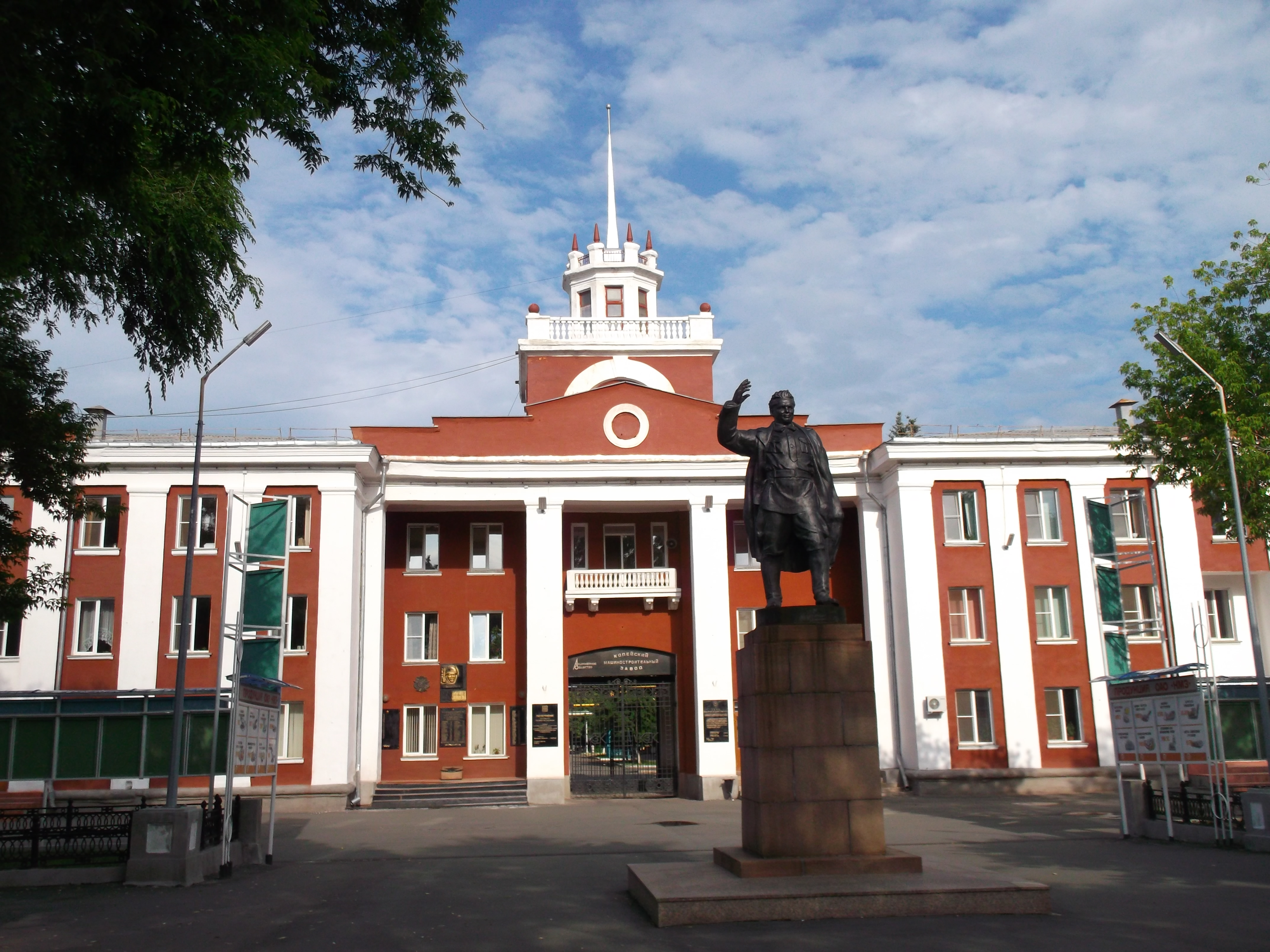
Siège de l'usine de constructions mécaniques de Kopeïsk.
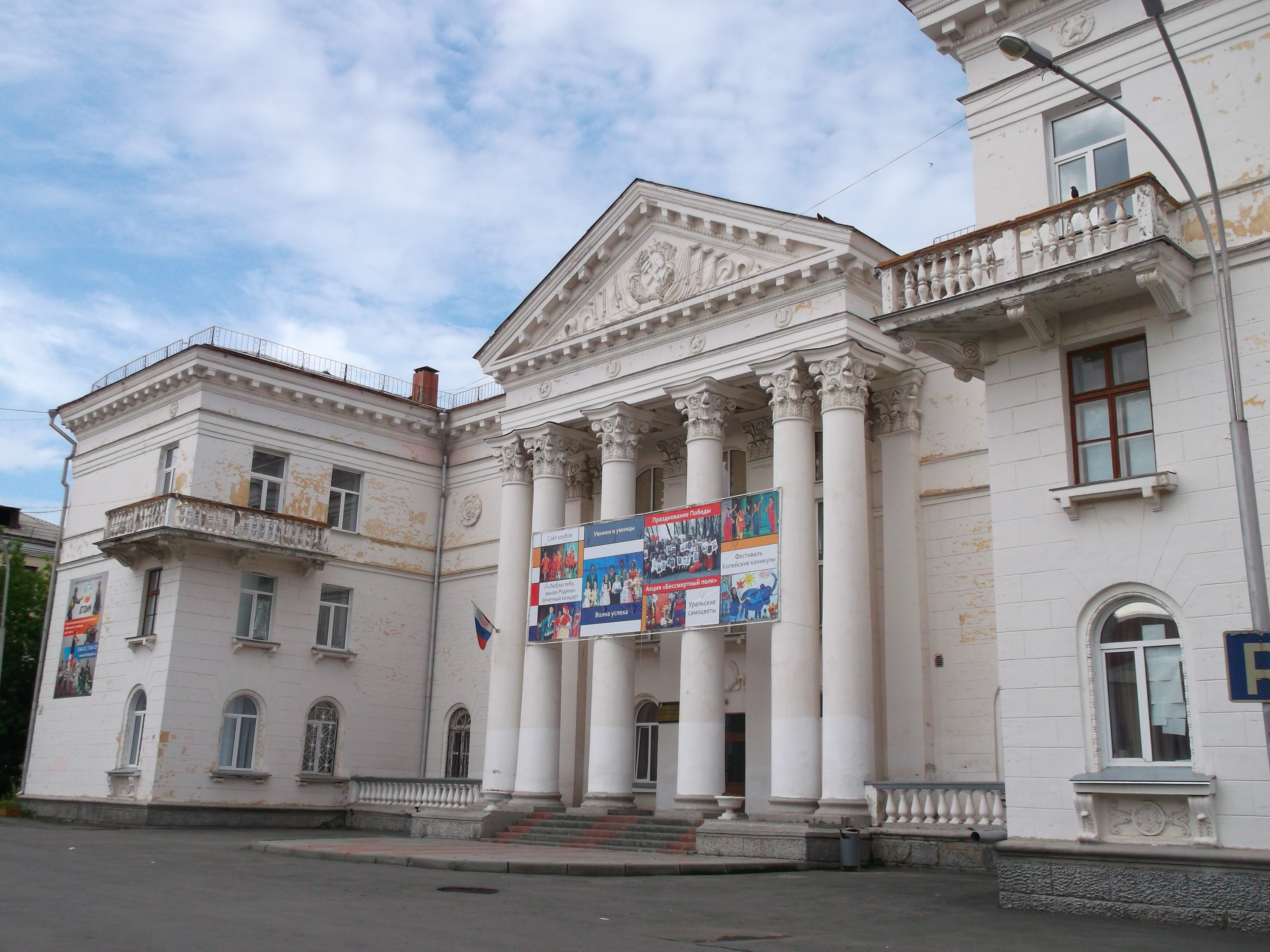
Palais des Pionniers de Kopeïsk.